# Zabierzesz mnie
Zabierzesz mnie (oryg. Ti mene nosiš) – czarnogórsko-słoweńsko-serbsko-chorwacki film fabularny z 2015 roku w reżyserii Ivony Juki.

## Opis fabuły
Dora jest dzieckiem zaniedbywanym przez rodzinę i marzy o pracy menedżera klubu sportowego. Wzorcem dla dziewczyny staje się Zdravko Mamić, menedżer klubu Dinamo Zagrzeb. Całe dnie spędza surfując po Internecie, szukając informacji o swoim idolu. Jej młodszy brat, Jan jest uzależniony od serialu telewizyjnego. Matka dzieci Lidija pracuje na planie tego serialu jako charakteryzatorka. Po czterech latach nieobecności w domu pojawia się ojciec dzieci Vedran. Jest poszukiwany przez policję, ale Dora, która pragnie nawiązania z nim bliskiej więzi, decyduje się go chronić.

## Nagrody i wyróżnienia
Film został zgłoszony w 2014 jako czarnogórski kandydat do nagrody Amerykańskiej Akademii Filmowej w kategorii najlepszego filmu nieanglojęzycznego, ale nie uzyskał nominacji. W 2015 film zdobył trzy nagrody na Festiwalu Filmowym w Puli (za muzykę, za efekty specjalne oraz nagroda Breza dla najlepszego debiutanta - Heleny Beljan).

## Obsada
- Lana Barić jako Ives
- Vojislav Brajović jako Ivan
- Natasa Janjić jako Lidija
- Goran Hajduković jako Vedran
- Helena Beljan jako Dora
- Juraj Dabic jako Jan
- Natasa Dorčić jako Nataša
- Sebastian Cavazza jako Marin
- Ana Begić jako Sunci
- Krunoslav Sarić jako ojciec Natašy
- Linda Begonja jako aktorka

## Nagrody i wyróżnienia
- 2015: LET'S CEE Film Festival
  - nagroda dla najlepszego filmu